# Miss United States
Miss United States is een jaarlijkse Amerikaanse missverkiezing die sinds 2001 gehouden wordt. De verkiezing staat open voor jongedames van 19 tot 28 jaar. Er is ook een zusterverkiezing, Miss United States Teen, voor meisjes van 15 tot 19 jaar.

## Geschiedenis
De originele Miss United States verkiezing was een strandmissverkiezing die van 1926 tot 1932 werd gehouden op het eiland Galveston. De Grote Depressie betekende het einde van die wedstrijd. In 2001 werd de titel opnieuw in het leven geroepen, hetzij met een ander concept en op een andere locatie.

## Winnaressen

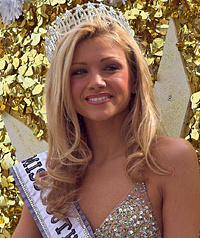
Lacie Lybrand, Miss United States 2002.

| Jaar | Winnares                | Staat                | Andere titels                |
| ---- | ----------------------- | -------------------- | ---------------------------- |
| 2023 | Addison Grace Hadley    | Tennessee            |                              |
| 2022 | Lily K. Donaldson       | New York             |                              |
| 2021 | Samantha Keene Anderson | Arizona              |                              |
| 2020 | Tiffany Ann Rea         | California           |                              |
| 2019 | Alexia Robinson         | Missouri             |                              |
| 2018 | Andromeda Peters        | Virginia             |                              |
| 2017 | Rachael Todd            | Florida              |                              |
| 2016 | Alayah Benavidez        | Texas                |                              |
| 2015 | Summer Priester         | South Carolina       |                              |
| 2014 | Elizabeth Safrit        | North Carolina       |                              |
| 2013 | Candiace Dillard        | District of Columbia |                              |
| 2012 | Whitney Miller          | Texas                |                              |
| 2011 | Ashley Smith            | Virginia             |                              |
| 2010 | Jessica Black           | Georgia              |                              |
| 2009 | Erin Grizzle            | Georgia              |                              |
| 2008 | Brittany Williams       | Nevada               |                              |
| 2007 | Ashley Kazian           | South Carolina       |                              |
| 2006 | Shannon Haggard         | North Carolina       |                              |
| 2005 | Anna Hanks              | South Carolina       | Miss South Carolina USA 2003 |
| 2004 | Trinity Wright          | Kansas               | Miss United States Teen 2002 |
| 2003 | Julie Roberts           | South Carolina       |                              |
| 2002 | Lacie Lybrand           | North Carolina       |                              |
| 2001 | Starla Smith            | Alabama              |                              |